# Agustín Aguilar Tejera
Agustín Aguilar y Tejera (n. 1890) fue un abogado, poeta y traductor español de comienzos del siglo XX.

## Biografía
Nació en 1890 en la localidad sevillana de Estepay residió en Marchena.Se dedicó al estudio de los clásicos y tradujo varias obras de Teócrito.
Francisco Cuenca dice de él: «Es un poeta místico sensual y en este sentido sus producciones líricas, aunque saturadas del misticismo de nuestros poetas del siglo de oro, están ungidas con la hidromiel del sensualismo moderno».
Fue autor de varias obras poéticas, como Azahares (1906), Crisantemos (1908), Salterio (1908), Romancerillo del campo (1911), Romancero sentimental (1913), Salmos (1915), Epigramata (1919), Las poesías más extravagantes de la lengua castellana (1923).
En 1914 ingresó en la Real Academia Sevillana de Buenas Letras. Su padre, Antonio Aguilar Cano, registrador de la propiedad y escritor, también fue miembro de la misma institución.